# اسلام‌آباد (فریدون‌شهر)
اسلام‌آباد ، روستایی در بخش موگوئی شهرستان فریدون‌شهر و روستایی از توابع این بخش در استان اصفهان ایران است.

## جمعیت
این روستا در دهستان پیشکوه موگوئی قرار دارد و براساس سرشماری مرکز آمار ایران در سال ۱۳۹۵، جمعیت آن ۲۴۰ نفر (۵۲خانوار) بوده‌است.